# Andre Fili
Andre Riley Givens (25 de junio de 1990, Federal Way, Washington, Estados Unidos), más conocido por el nombre de Andre Fili, es un artista marcial mixto estadounidense que compite en la división de peso pluma. Fili es de ascendencia samoana y hawaiana y actualmente compite en Ultimate Fighting Championship (UFC).

## Antecedentes
Fili creció en un hogar desestructurado, donde ambos padres eran violentos entre sí y también con sus hijos. La madre de Fili criaba sola a sus hijos, ya que su marido cumplía condena en la cárcel en múltiples ocasiones y no vivía en la casa. La crianza violenta e inestable dejó su huella en Fili, y empezó a buscar peleas callejeras cuando era adolescente. En 2009, Fili se trasladó a Sacramento y, mientras seguía en libertad condicional, se unió al Team Alpha Male y comenzó a entrenar artes marciales mixtas.

## Carrera de artes marciales mixtas
Fili hizo su debut profesional el 12 de diciembre de 2009 contra Anthony Motley. Fili ganó el combate a través de TKO y ganó sus siguientes tres combates a través de TKO también. Fili sufrió su primera derrota, por lesión en la rodilla, contra el veterano de Strikeforce Derrick Burnsed. Fili se recuperó de la derrota ganando sus siguientes 8 combates, incluyendo una victoria sobre el veterano de Strikeforce Alexander Crispim.

### Ultimate Fighting Championship

#### 2013
Fili hizo su debut en la promoción contra Jeremy Larsen el 19 de octubre de 2013, en UFC 166. Fili, que estaba en medio de un campo de entrenamiento para un combate de peso wélter en otra promoción, aceptó el combate de peso pluma con poca antelación (dos semanas) para sustituir a un lesionado Charles Oliveira. El combate se disputó en un peso intermedio, ya que Fili no pudo alcanzar el peso requerido. Fili ganó el combate por TKO en el segundo asalto.

#### 2014
Fili enfrentó a Max Holloway el 26 de abril de 2014, en UFC 172. Perdió la pelea por sumisión en el tercer asalto.
Se esperaba que Fili enfrentara a Sean Soriano el 5 de septiembre de 2014, en UFC Fight Night 50. Sin embargo, Fili tuvo que abandonar la pelea por una lesión y fue sustituido por Chas Skelly.
Fili enfrentó a Felipe Arantes el 25 de octubre de 2014, en UFC 179. Ganó la pelea por decisión unánime.

#### 2015
Fili enfrentó a Godofredo Pepey el 21 de marzo de 2015, en UFC Fight Night 62. Perdió la pelea por sumisión en el primer asalto.
Se esperaba que Fili enfrentara a Clay Collard el 5 de septiembre de 2015, en UFC 191. Sin embargo, Fili tuvo que abandonar el combate por lesión y fue sustituido por Tiago Trator.
Fili enfrentó a Gabriel Benítez el 21 de noviembre de 2015, en The Ultimate Fighter Latin America 2 Finale. Ganó la pelea por nocaut en el primer asalto y también obtuvo una el premio a la Actuación de la Noche.

#### 2016
Fili enfrentó a Yair Rodríguez el 23 de abril de 2016, en UFC 197. Fili perdió la pelea por nocaut en el segundo asalto.
Fili enfrentó a Hacran Dias el 1 de octubre de 2016, en UFC Fight Night 96, sustituyendo a un lesionado Brian Ortega. Ganó la pelea por decisión unánime.

#### 2017
Se esperaba que Fili se enfrentara a Choi Doo-ho el 29 de julio de 2017, en UFC 214. Sin embargo, Choi se retiró del combate y fue sustituido por el recién llegado a la promoción Calvin Kattar. Fili perdió el combate por decisión unánime.
Fili  enfrentó a Artem Lobov el 21 de octubre de 2017, en UFC Fight Night 118. Ganó el combate por decisión unánime.

#### 2018
Fili enfrentó a Dennis Bermudez el 27 de enero de 2018, en UFC on Fox 27. Ganó la pelea por decisión dividida.
Fili enfrentó a Michael Johnson el 25 de agosto de 2018, en UFC Fight Night 135.  Perdió la pelea por decisión dividida.

#### 2019
Fili enfrentó a Myles Jury el 17 de febrero de 2019, en UFC on ESPN 1. Ganó la pelea por decisión unánime.
Fili  enfrentó a Sheymon Moraes el 13 de julio de 2019, en UFC Fight Night 155. Ganó la pelea por KO en el primer asalto. Esta victoria lo hizo merecedor de su segundo premio de Actuación de la Noche.

#### 2020
Fili enfrentó a Sodiq Yusuff el 18 de enero de 2020, en UFC 246. Perdió la pelea por decisión unánime.
Fili enfrentó a Charles Jourdain el 13 de junio de 2020, en UFC on ESPN 10. Ganó la pelea por decisión dividida.
Fili enfrentó a Bryce Mitchell el 31 de octubre de 2020, en UFC Fight Night 181. Perdió la pelea por decisión unánime.

#### 2021
Fili se enfrentó a Daniel Pineda el 26 de junio de 2021 en UFC Fight Night 190. Al principio del segundo asalto, Fili le dio un piquete de ojo accidental a Pineda y se consideró que no podía continuar. La pelea fue declarada un Sin Resultado.

#### 2022
Fili enfrentó a Joanderson Brito el 30 de abril de 2022, en UFC on ESPN 35. Perdió la pelea por TKO en el primer asalto.
Fili estaba programado para enfrentar a Lando Vannata el 17 de septiembre de 2022, en UFC Fight Night 210. Sin embargo, Vannata fue obligado a retirarse del evento por una lesión y fue reemplazado por Bill Algeo. Fili ganó la pelea por decisión dividida.

#### 2023
Fili estaba programado para enfrentar a Lucas Almeida el 25 de febrero de 2023, en UFC Fight Night 220. Sin embargo, Fili fue obligado a retirarse de la pelea por una cirugía ocular de emergencia.
Fili enfrentó a Nathaniel Wood el 22 de julio de 2023, en UFC on ESPN+ 82. Perdió la pelea por decisión unánime.
Fili enfrentó a Lucas Almeida el 16 de diciembre de 2023, at UFC 296. Ganó la pelea por TKO en el primer asalto.

#### 2024
Fili enfrentó a Dan Ige, reemplazando a un lesionado Lerone Murphy, el 10 de febrero de 2024, en UFC Fight Night 236. Perdió la pelea por KO en el primer asalto.
Fili enfrentó a Cub Swanson el 29 de junio de 2024, en UFC 303. Ganó la pelea por decisión dividida. Está pelea lo hizo merecedor de su primer premio a la Pelea de la Noche.

## Campeonatos y logros
- Ultimate Fighting Championship
  - Actuación de la Noche (una vez)  vs. Gabriel Benítez y Sheymon Moraes[18][38]
  - Pelea de la Noche (una vez)  vs. Cub Swanson[63]

## Récord en artes marciales mixtas
| Récord profesional | Récord profesional | Récord profesional |
| 36 peleas          | 24 victorias       | 11 derrotas        |
| ------------------ | ------------------ | ------------------ |
| Nocaut             | 10                 | 4                  |
| Sumisión           | 3                  | 2                  |
| Decisión           | 11                 | 5                  |
| Sin resultado      | 1                  | 1                  |

| Resultado     | Récord    | Oponente          | Método                                            | Evento                                                          | Fecha                    | Ronda | Tiempo | Localización                 | Notas                                                               |
| ------------- | --------- | ----------------- | ------------------------------------------------- | --------------------------------------------------------------- | ------------------------ | ----- | ------ | ---------------------------- | ------------------------------------------------------------------- |
| Victoria      | 24–11 (1) | Cub Swanson       | Decisión (dividida)                               | UFC 303                                                         | 29 de junio de 2024      | 3     | 5:00   | Las Vegas, Nevada            | Pelea de la Noche.                                                  |
| Derrota       | 23–11 (1) | Dan Ige           | KO (puñetazo)                                     | UFC Fight Night: Hermansson vs. Pyfer                           | 10 de febrero de 2024    | 1     | 2:43   | Las Vegas, Nevada            |                                                                     |
| Victoria      | 23–10 (1) | Lucas Almeida     | TKO (golpes)                                      | UFC 296                                                         | 16 de diciembre de 2023  | 1     | 3:32   | Las Vegas, Nevada            |                                                                     |
| Derrota       | 22–10 (1) | Nathaniel Wood    | Decisión (unánime)                                | UFC Fight Night: Aspinall vs. Tybura                            | 22 de julio de 2023      | 3     | 5:00   | Londres                      |                                                                     |
| Victoria      | 22–9 (1)  | Bill Algeo        | Decisión (dividida)                               | UFC Fight Night: Sandhagen vs. Song                             | 17 de septiembre de 2022 | 3     | 5:00   | Las Vegas, Nevada            |                                                                     |
| Derrota       | 21-9 (1)  | Joanderson Brito  | TKO (golpes)                                      | UFC Fight Night: Font vs. Vera                                  | 30 de abril de 2022      | 1     | 0:41   | Las Vegas, Nevada            |                                                                     |
| Sin resultado | 21-8 (1)  | Daniel Pineda     | Sin resultado (golpe de ojo accidental)           | UFC Fight Night: Gane vs. Volkov                                | 26 de junio de 2021      | 2     | 0:46   | Las Vegas, Nevada            | Un golpe accidental en el ojo hizo que Pineda no pudiera continuar. |
| Derrota       | 21-8      | Bryce Mitchell    | Decisión (unánime)                                | UFC Fight Night: Hall vs. Silva                                 | 31 de octubre de 2020    | 3     | 5:00   | Las Vegas, Nevada            |                                                                     |
| Victoria      | 21-7      | Charles Jourdain  | Decisión (dividida)                               | UFC on ESPN: Eye vs. Calvillo                                   | 13 de junio de 2020      | 3     | 5:00   | Las Vegas, Nevada            |                                                                     |
| Derrota       | 20-7      | Sodiq Yusuff      | Decisión (unánime)                                | UFC 246                                                         | 18 de enero de 2020      | 3     | 5:00   | Las Vegas, Nevada            |                                                                     |
| Victoria      | 20-6      | Sheymon Moraes    | KO (puñetazos)                                    | UFC Fight Night: de Randamie vs. Ladd                           | 13 de julio de 2019      | 1     | 3:07   | Sacramento, California       | Actuación de la Noche.                                              |
| Victoria      | 19-6      | Myles Jury        | Decisión (unánime)                                | UFC on ESPN: Ngannou vs. Velasquez                              | 17 de febrero de 2019    | 3     | 5:00   | Phoenix, Arizona             |                                                                     |
| Derrota       | 18-6      | Michael Johnson   | Decisión (dividida)                               | UFC Fight Night: Gaethje vs. Vick                               | 25 de agosto de 2018     | 3     | 5:00   | Lincoln, Nebraska            |                                                                     |
| Victoria      | 18-5      | Dennis Bermudez   | Decisión (dividida)                               | UFC on Fox: Jacaré vs. Brunson 2                                | 27 de enero de 2018      | 3     | 5:00   | Carolina del Norte, Carolina |                                                                     |
| Victoria      | 17-5      | Artem Lobov       | Decisión (unánime)                                | UFC Fight Night: Cerrone vs. Till                               | 21 de octubre de 2017    | 3     | 5:00   | Gdansk                       |                                                                     |
| Derrota       | 16-5      | Calvin Kattar     | Decisión (unánime)                                | UFC 214                                                         | 29 de julio de 2017      | 3     | 5:00   | Anaheim, California          |                                                                     |
| Victoria      | 16-4      | Hacran Dias       | Decisión (unánime)                                | UFC Fight Night: Lineker vs. Dodson                             | 1 de octubre de 2016     | 3     | 5:00   | Portland, Oregón             | Combate de peso acordado (148.5 libras); Dias no alcanzó el peso.   |
| Derrota       | 15-4      | Yair Rodríguez    | KO (patada en la cabeza)                          | UFC 197                                                         | 23 de abril de 2016      | 2     | 2:15   | Las Vegas, Nevada            |                                                                     |
| Victoria      | 15-3      | Gabriel Benítez   | KO (patada en la cabeza y puñetazos)              | The Ultimate Fighter Latin America 2 Finale: Magny vs. Gastelum | 21 de noviembre de 2015  | 1     | 3:13   | Monterrey                    | Actuación de la Noche.                                              |
| Derrota       | 14-3      | Godofredo Pepey   | Sumisión (estrangulamiento por triángulo volador) | UFC Fight Night: Maia vs. LaFlare                               | 21 de marzo de 2015      | 1     | 3:14   | Río de Janeiro               |                                                                     |
| Victoria      | 14-2      | Felipe Arantes    | Decisión (unánime)                                | UFC 179                                                         | 25 de octubre de 2014    | 3     | 5:00   | Río de Janeiro               |                                                                     |
| Derrota       | 13-2      | Max Holloway      | Sumisión (estrangulamiento por guillotina)        | UFC 172                                                         | 26 de abril de 2014      | 3     | 3:39   | Baltimore, Maryland          |                                                                     |
| Victoria      | 13-1      | Jeremy Larsen     | TKO (puñetazos)                                   | UFC 166                                                         | 19 de octubre de 2013    | 2     | 0:53   | Houston, Texas               | Combate de peso acordado (148.5 libras); Fili no alcanzó el peso.   |
| Victoria      | 12-1      | Adrian Diaz       | TKO (puñetazos)                                   | WFC 5                                                           | 3 de mayo de 2013        | 3     | 1:29   | Sacramento, California       |                                                                     |
| Victoria      | 11-1      | Enoch Wilson      | Decisión (unánime)                                | Tachi Palace Fights 15                                          | 15 de noviembre de 2012  | 3     | 5:00   | Lemoore, California          | Combate de peso acordado (151 libras.                               |
| Victoria      | 10-1      | Ricky Wallace     | Sumisión técnica (barra de brazo)                 | Tachi Palace Fights 14                                          | 7 de septiembre de 2012  | 2     | 4:08   | Lemoore, California          |                                                                     |
| Victoria      | 9-1       | Jesse Bowen       | TKO (puñetazos)                                   | WFC - Showdown                                                  | 9 de junio de 2012       | 1     | 2:57   | Yuba City, California        |                                                                     |
| Victoria      | 8-1       | Matt Muramoto     | Sumisión (estrangulamiento por triángulo)         | KOTC - All In                                                   | 21 de abril de 2012      | 1     | 1:59   | Oroville, California         |                                                                     |
| Victoria      | 7-1       | Alexander Crispim | Decisión (unánime)                                | CCFC - The Return                                               | 3 de marzo de 2012       | 3     | 5:00   | Santa Rosa, California       |                                                                     |
| Victoria      | 6-1       | Vaymond Dennis    | Sumisión (barra de brazo)                         | WFC - Bruvado Bash                                              | 7 de enero de 2012       | 2     | 1:51   | Placerville, California      |                                                                     |
| Victoria      | 5-1       | Tony Rios         | Decisión (unánime)                                | CCFC - Fall Classic                                             | 8 de octubre de 2011     | 3     | 5:00   | Sacramento, California       |                                                                     |
| Derrota       | 4-1       | Derrick Burnsed   | TKO (lesión de rodilla)                           | Rebel Fighter - Domination                                      | 2 de octubre de 2010     | 5     | 1:12   | Roseville, California        | Por el Campeonato de Peso Pluma de RF.                              |
| Victoria      | 4-0       | Tony Reveles      | KO (patada en la cabeza)                          | RF - Rebel Fighter                                              | 21 de agosto de 2010     | 1     | 1:01   | Placerville, California      |                                                                     |
| Victoria      | 3-0       | Justin Smitley    | TKO (puñetazos)                                   | Gladiator Challenge - Champions                                 | 1 de mayo de 2010        | 2     | 1:41   | Placerville, California      |                                                                     |
| Victoria      | 2-0       | Cain Campos       | TKO (puñetazos)                                   | Gladiator Challenge - Domination                                | 6 de marzo de 2010       | 1     | 0:16   | Placerville, California      |                                                                     |
| Victoria      | 1-0       | Anthony Motley    | TKO (puñetazos)                                   | Gladiator Challenge - Chain Reaction                            | 12 de diciembre de 2009  | 1     | 1:01   | Placerville, California      |                                                                     |